# Александровка (Малоархангельский район)
Алекса́ндровка — деревня в Малоархангельском районе Орловской области России. Входит в состав Ленинского сельского поселения.

## География
Деревня находится на расстоянии 7 км к северу от города Малоархангельск, административного центра района, и 65 км к юго-востоку от города Орёл, административного центра района.

### Часовой пояс
Деревня Александровка, как и вся Орловская область, находится в часовой зоне МСК (московское время). Смещение применяемого времени относительно UTC составляет +3:00.

## Население
| 2002 | 2010 |
| ---- | ---- |
| 230  | ↘180 |

### Национальный состав
Согласно результатам переписи 2002 года, в национальной структуре населения русские составляли 92 % из 230 чел.

## Известные уроженцы
- Куталев, Гавриил Антонович (1895—1969) — советский военачальник, полковник.